# Келіф – Душанбе
Келіф — Душанбе — трубопровід, прокладений в радянські часи для транспортування газу з Афганістану до столиці Таджикистану.
У 1967 році спорудили газопровід для експорту блакитного палива з афганського родовища Ходжи-Гугердак (провінція Джаузджан) до СРСР. Воно надходило до туркменського міста Келіф на правому березі Амудар'ї, після чого одним з маршрутів його подальшого транспортування був північно-східний, через Сурхандар'їнську область Узбекистану і далі до Душанбе. Для цього у 1972—1973 роках ввели в  експлуатацію газопровід довжиною 295 км та діаметром 700 мм. Окрім живлення спожівачів столичного регіону Таджикистану (зокрема, Душанбинської ТЕЦ), доправлений ресурс передавався до трубопроводів Душанбе – Кизил-Тумшук та Душанбе – Яван.
Після припинення в 1990 році поставок блакитного палива з Афганістану внаслідок тривалої громадянської війни, узбецька сторона продовжила використання газопроводу Келіф — Душанбе для постачання Сурхандар'їнської та крайнього півдня Кашкадар'їнської областей, для чого на вихідну точку подавався ресурс з переведеного у реверсний режим трубопроводу Келіф – Мубарек. Оскільки частина цих обох газопроводів пролягала через територію Туркменістану, з яким у 2002 році виникла суперечка відносно прав власності, Узбекистан у 2003 році спорудив прямий маршрут для постачання газу до Сурхандар'їнської області — трубопровід Шуртан – Шерабад.
Східна ділянка газопроводу продовжує використовуватись для подачі узбецького газу до Таджикистану, проте інтенсивність таких поставок сильно залежала від врегулювання питань оплати, а також стримувалась зупинкою колишніх великих таджицьких споживачів блакитного палива.   
Також можливо відзначити, що в середині 2010-х років в Таджикистані обговорювався план спорудження нового маршруту для поставок сюди афганського газу — газопроводу «Новруз» від Шібіргану до таджицького Шаартузького району. Втім, станом на середину 2020-х якихось практичних кроків у цьому напрямку не відбулось.